# Morceaux de Fantaisie
Morceaux de Fantaisie, opus 3 (Russisch: Пьесы Фантазии, Pyesy Fantazii) is een verzameling van vijf stukken voor piano solo gecomponeerd door Sergej Rachmaninov (1873-1943) in 1892. Hij droeg zijn opus 3 op aan Anton Arenski, een van zijn docenten op het conservatorium.
De stukken werden geschreven vlak nadat Rachmaninov afgestudeerd was aan het Moskou Conservatorium en geen geld meer op zak had. Rachmaninov liet de Morceaux de Fantaisie zien aan Pjotr Iljitsj Tsjaikovski die aan Aleksandr Ziloti door liet schemeren dat hij bijzonder te spreken was over de stukken, in het bijzonder de Prelude in cis mineur. De prelude ging op 26 september 1892 in première te Moskou. De gehele verzameling op 27 december 1892 in Charkov.

## De stukken

### Elégie
De Elégie (Элегия, Elegiya) is een elegie in moderatotempo. Kenmerkend zijn de droevige loopjes die het stuk rijk is.

### Prelude in cis mineur
De Prelude in cis mineur (Прелюдия, Prelyudiya) is ongetwijfeld het bekendste stuk van de Morceaux de Fantaisie. In de Verenigde Staten werd het stuk verkocht onder de naam De Klokken van Moskou; waarschijnlijk om meer kopers aan te trekken. Na het succes van de prelude begon Rachmaninov het werk te verafschuwen omdat hij de mening was toegedaan dat hij veel betere werken had geschreven, maar deze zouden tot zijn spijt niét succesvol zijn geworden. De prelude werd een favoriete encore, waarbij om het stuk werd gevraagd door "Dé prelude" te spelen, of alleen "Cis".
De prelude begint rustig, maar bouwt gestaag op naar een climax waar voor de pianist 4 notenbalken in plaats van 2 te vinden zijn in de partituur.
Een poging tot interpretatie:
De prelude begint met een fortissimo neergezet ‘stellig’ thema van drie dalende noten: A, Gis, Cis. Vooral de Cis wordt zwaar aangezet en anderhalve maat aangehouden, alvorens het tweede thema wordt geïntroduceerd. Dit thema wordt nog zachter dan pianissimo gespeeld: de componist schrijft voor de hele volgende passage van vier maten ‘ppp’ voor.
Het tweede thema bestaat ook uit drie noten, maar wijkt opvallend af van het eerste in die zin dat het juist niet stellig, maar eerder aarzelend, vragend overkomt. Dit wordt door de componist bereikt door geen stijgende of dalende tendens te kiezen, maar binnen dit korte thema van drie noten eerst anderhalve toonafstand te stijgen en daarna weer een halve te dalen: Cis, E, Dis.
Vervolgens wisselen de beide thema’s elkaar af in een gemoduleerde doorwerking van de eerste vijftien maten.
Alhoewel de componist als gezegd voor de hele volgende passage ‘ppp’ voorschrijft, dwingt de sterk afwijkende thematiek er als het ware toe om het stellige thema wat steviger neer te zetten dan het aarzelende, vragende thema. De moderne techniek schiet ons bij de interpretatie tegenwoordig te hulp, doordat we goed kunnen horen hoe Rachmaninov deze prelude zelf heeft uitgevoerd. Tegenwoordig kunnen we beschikken over een opname van de uitvoering die de componist zelf heeft gegeven (hier rechts weergegeven). Op deze opname is duidelijk te horen dat Rachmaninov het ‘stellige’ thema telkens benadrukt ten opzichte van het ‘vragende’. Eerder ging deze nuance vrijwel verloren ten gevolge van de gebrekkige kwaliteit van de 78 toerenplaat.
De beide tegenover elkaar gestelde thema’s blijven gedurende het hele stuk terugkomen.
In de muziek wordt het stellige wel als een mannelijk element gezien, en het vragende als een vrouwelijk element aangeduid. Als we deze wellicht enigszins ouderwetse, maar voor de gedachtevorming toch zeker wel interessante karakterisering even vasthouden, dan blijkt de prelude te handelen over een meningsverschil. Niks kerkklokken van Moskou, het is een echtelijke ruzie!
Na gedurende de eerste vijftien maten de verschillende standpunten en zienswijzen van de man en de vrouw rustig uiteen te hebben gezet, volgt er een forse tempoversnelling in het ‘agitato’ middendeel. De echtelieden raken geagiteerd en werpen elkaar voortdurend hun verschillende meningen tegen. Er volgt een achtervolging door de echtelijke woning, men rent de trap op en komt holderdebolder weer naar beneden, wat verklankt wordt in een snelle opeenvolging van dalende triolen in een syncopisch ritme.
Onderaan de trap aangekomen wordt het meningsverschil op luide toon voortgezet: de man zet zijn argumenten uiterste kracht bij. Volgens de componist moet het thema hier ‘fff’ worden gespeeld, dus luider dan fortissimo. Ook staat er de aanduiding ’pesante’, met gewicht. Ook het vrouwelijke thema wordt hier zeer luid weergegeven, en zij doet er zelfs nog een schepje bovenop met een ‘sffff’ aanduiding. Hoe luid kan men hier plotseling spelen? De ruzie loopt bijna uit de hand, totdat de vrouw inziet dat zij maar ’de wijste’ moet zijn, en zich langzamerhand neerlegt bij de tirade van haar man.
De prelude eindigt met een steeds zachter wordende passage waarin we bemerken dat de ruzie is beëindigd. De vrouw spreekt de man niet langer tegen. Toch verzucht zij in de allerlaatste maten nog, bijna onhoorbaar fluisterend: en toch geloof ik het niet…

### Melodie in E majeur
De Melodie in E majeur (Мелодия, Melodiya) is een kort Adagio sostenuto wat qua sfeer een middenweg tussen vrolijk en droevig zoekt.

### Polichinelle
De Polichinelle (Полишинель, Polishinyelj) is een vrolijke fantasie.

### Serenade in bes mineur
Serenade (Серенада, Serenada) in bes mineur heeft wat weg van een statige dans.